# Aleksandar Kovačević
Aleksandar Kovačević (in serbo Александар Ковачевић?; Belgrado, 9 gennaio 1992) è un calciatore serbo, centrocampista svincolato.

## Carriera

### Club

#### Gli inizi
Prodotto del settore giovanile della Stella Rossa, per cui ha esordito in Superliga in data 30 maggio 2009, subentrando ad Ognjen Vranješ nel pareggio per 2-2 maturato sul campo del Napredak Kruševac. Nell'estate 2009 è passato in prestito al Sopot, in Srpska Liga, dov'è rimasto fino a dicembre 2011.

#### Spartak Subotica
A gennaio 2012, Kovačević è stato ingaggiato dallo Spartak Subotica. Il 3 marzo successivo ha effettuato il proprio debutto in squadra, impiegato da titolare nella sconfitta per 1-0 contro la sua ex squadra della Stella Rossa. Il 21 aprile 2013 ha trovato la prima rete nella massima divisione locale, nel 2-0 inflitto allo Smederevo.

#### Il ritorno alla Stella Rossa
Nell'estate 2013, Kovačević ha fatto ritorno alla Stella Rossa. Il 25 luglio dello stesso anno ha avuto l'opportunità di esordire nelle competizioni europee per club, schierato titolare nel pareggio per 0-0 arrivato in casa dell'ÍBV Vestmannæyja, sfida valida per i turni preliminari dell'edizione stagionale dell'Europa League. Al termine di quella stessa stagione, la Stella Rossa ha conquistato la vittoria finale in campionato, ma l'anno seguente non ha partecipato alle manifestazioni europee, venendo esclusa dall'UEFA per irregolarità finanziarie.

#### L'approdo in Polonia
Il 31 agosto 2015, Kovačević è passato ai polacchi del Lechia Danzica a titolo definitivo, scegliendo di vestire la maglia numero 4. Il debutto in Ekstraklasa è arrivato in data 11 settembre, nel pareggio per 0-0 contro il Korona Kielce. Il 31 ottobre 2015 ha trovato la prima rete, nella sconfitta per 1-3 contro il Legia Varsavia.
Il 22 gennaio 2017 è stato ceduto allo Sląsk Wrocław con la formula del prestito. Ha giocato la prima partita il 12 febbraio, nel pareggio per 1-1 in casa del Wisła Płock. Il 10 marzo ha trovato la prima rete, nella sconfitta per 3-4 contro il Piast Gliwice.

#### Haugesund
Il 10 agosto 2017, i norvegesi dell'Haugesund hanno reso noto d'aver ingaggiato Kovačević a titolo definitivo, con il calciatore che si è legato al nuovo club con un contratto valido fino al 31 dicembre 2020. Ha esordito in squadra il 20 agosto, subentrando a Tor Arne Andreassen nella vittoria per 0-1 arrivata sul campo del Rosenborg. Ha chiuso l'annata a quota 7 presenze, senza segnare alcuna rete.
Il 9 agosto 2018 ha rescisso il contratto che lo legava al club.

#### Xanthī
Il 10 agosto 2018, i greci dello Xanthī hanno ufficializzato l'ingaggio di Kovačević.

### Nazionale
Con la Serbia under 21 ha partecipato al campionato europeo 2015.

## Statistiche

### Presenze e reti nei club
Statistiche aggiornate al 13 agosto 2018.
| Stagione                | Club                    | Campionato              | Campionato | Campionato | Coppe nazionali | Coppe nazionali | Coppe nazionali | Coppe continentali | Coppe continentali | Coppe continentali | Supercoppe | Supercoppe | Supercoppe | Totale | Totale |
| Stagione                | Club                    | Comp                    | Pres       | Reti       | Comp            | Pres            | Reti            | Comp               | Pres               | Reti               | Comp       | Pres       | Reti       | Pres   | Reti   |
| ----------------------- | ----------------------- | ----------------------- | ---------- | ---------- | --------------- | --------------- | --------------- | ------------------ | ------------------ | ------------------ | ---------- | ---------- | ---------- | ------ | ------ |
| 2008-2009               | Stella Rossa            | SL                      | 1          | 0          | CS              | 0               | 0               | -                  | -                  | -                  | -          | -          | -          | 1      | 0      |
| 2009-2010               | Sopot                   | SLB                     | ?          | ?          | CS              | ?               | ?               | -                  | -                  | -                  | -          | -          | -          | ?      | ?      |
| 2010-2011               | Sopot                   | SLB                     | ?          | ?          | CS              | ?               | ?               | -                  | -                  | -                  | -          | -          | -          | ?      | ?      |
| lug.-dic. 2011          | Sopot                   | SLB                     | ?          | ?          | CS              | ?               | ?               | -                  | -                  | -                  | -          | -          | -          | ?      | ?      |
| gen.-giu. 2012          | Spartak Subotica        | SL                      | 12         | 0          | CS              | -               | -               | -                  | -                  | -                  | -          | -          | -          | 12     | 0      |
| 2012-2013               | Spartak Subotica        | SL                      | 28         | 1          | CS              | 3               | 0               | -                  | -                  | -                  | -          | -          | -          | 31     | 1      |
| Totale Spartak Subotica | Totale Spartak Subotica | Totale Spartak Subotica | 40         | 1          |                 | 3               | 0               |                    | -                  | -                  |            | -          | -          | 43     | 1      |
| 2013-2014               | Stella Rossa            | SL                      | 22         | 0          | CS              | 1               | 0               | UEL                | 4                  | 0                  | -          | -          | -          | 27     | 0      |
| 2014-2015               | Stella Rossa            | SL                      | 21         | 0          | CS              | 1               | 0               | -                  | -                  | -                  | -          | -          | -          | 22     | 0      |
| lug.-ago. 2015          | Stella Rossa            | SL                      | 4          | 0          | CS              | 0               | 0               | UEL                | 1                  | 0                  | -          | -          | -          | 5      | 0      |
| Totale Stella Rossa     | Totale Stella Rossa     | Totale Stella Rossa     | 48         | 0          |                 | 2               | 0               |                    | 5                  | 0                  |            | -          | -          | 55     | 0      |
| ago. 2015-2016          | Lechia Danzica          | EK                      | 25         | 2          | CP              | 0               | 0               | -                  | -                  | -                  | -          | -          | -          | 25     | 2      |
| 2016-gen. 2017          | Lechia Danzica          | EK                      | 5          | 1          | CP              | 2               | 0               | -                  | -                  | -                  | -          | -          | -          | 7      | 1      |
| gen.-lug. 2017          | Sląsk Wrocław           | EK                      | 16         | 1          | CP              | -               | -               | -                  | -                  | -                  | -          | -          | -          | 16     | 1      |
| lug.-ago. 2017          | Lechia Danzica          | EK                      | 2          | 0          | CP              | 0               | 0               | -                  | -                  | -                  | -          | -          | -          | 2      | 0      |
| Totale Lechia Danzica   | Totale Lechia Danzica   | Totale Lechia Danzica   | 32         | 3          |                 | 2               | 0               |                    | -                  | -                  |            | -          | -          | 34     | 3      |
| ago.-dic. 2017          | Haugesund               | ES                      | 7          | 0          | CN              | -               | -               | UEL                | -                  | -                  | -          | -          | -          | 7      | 0      |
| gen.-ago. 2018          | Haugesund               | ES                      | 2          | 0          | CN              | 2               | 1               | -                  | -                  | -                  | -          | -          | -          | 4      | 1      |
| Totale Haugesund        | Totale Haugesund        | Totale Haugesund        | 9          | 0          |                 | 2               | 1               |                    | -                  | -                  |            | -          | -          | 11     | 1      |
| 2018-2019               | Xanthī                  | SL                      | 0          | 0          | CG              | 0               | 0               | -                  | -                  | -                  | -          | -          | -          | 0      | 0      |
| Totale                  | Totale                  | Totale                  | 145+       | 5+         |                 | 9+              | 1+              |                    | 5                  | 0                  |            | -          | -          | 159+   | 6+     |

## Palmarès

### Club

#### Competizioni nazionali
- Campionato serbo: 1

Stella Rossa: 2013-2014